# The Square Triangle
The Square Triangle è un cortometraggio muto del 1914 diretto da Bertram Bracken. Prodotto dalla Balboa Amusement Producing Company, era interpretato da Jackie Saunders.

## Produzione
Il film fu prodotto dalla Balboa Amusement Producing Company

## Distribuzione
Distribuito dalla Box Office Attractions Company, il film - un cortometraggio di due bobine - uscì nelle sale cinematografiche statunitensi il 3 ottobre 1914.